# 秋田県立循環器・脳脊髄センター

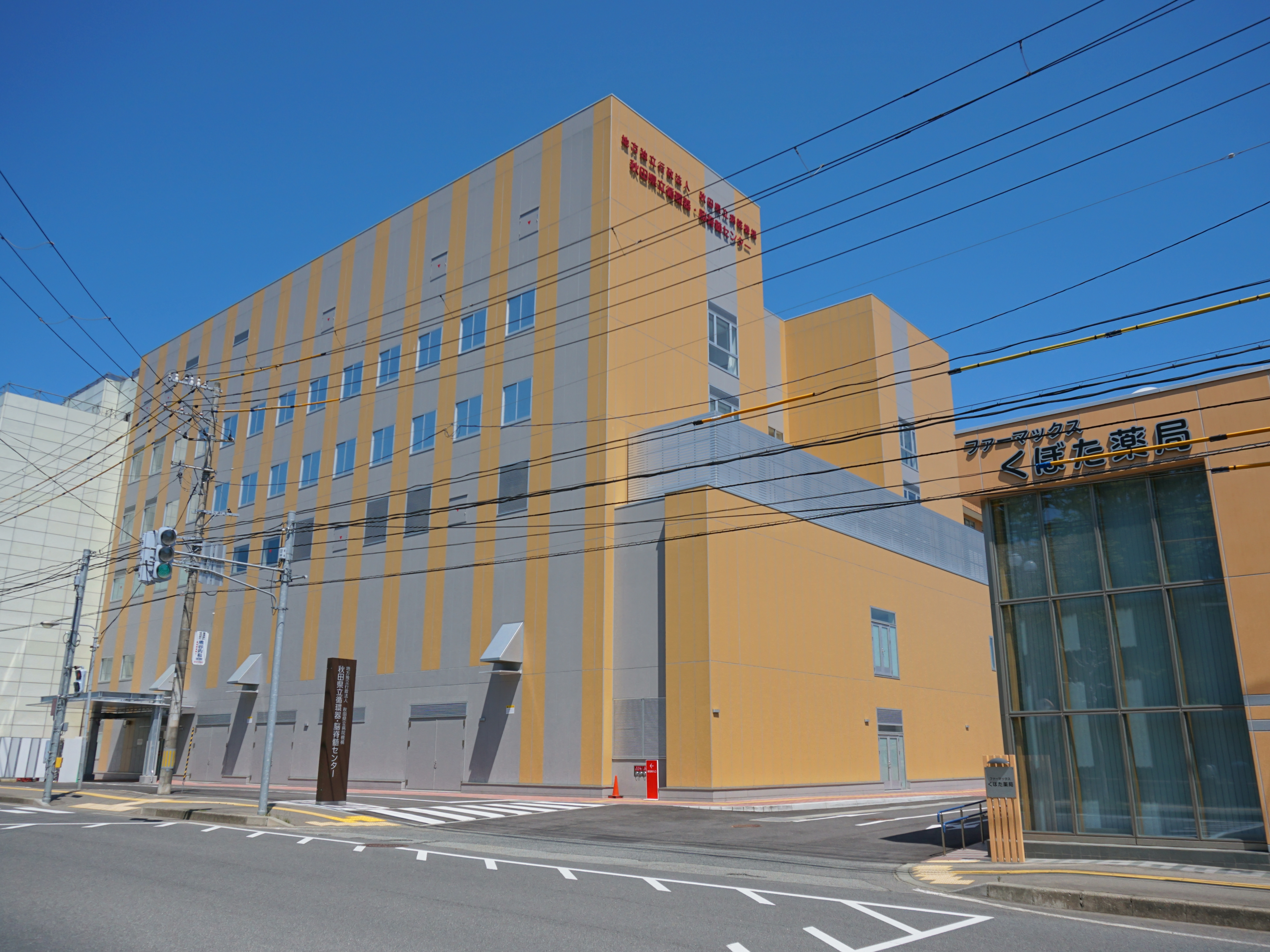
2019年に竣工した新病棟

秋田県立循環器・脳脊髄センター（あきたけんりつじゅんかんき・のうせきずいセンター）は、秋田県秋田市千秋久保田町にある病院、及び医学研究所である。救急告示病院。

## 概要
2019年3月までの旧名称は秋田県立脳血管研究センター。秋田県民の脳卒中撲滅への切実な願いを踏まえて、1968年12月19日に研究所が開所し、翌春に外来および入院診療を開始した。爾来、機能の充実に務め、診療部門と研究部門を有し、研究部門では脳神経疾患・循環器疾患の臨床研究、基礎研究を行っている。
2009年4月1日から秋田県立リハビリテーション・精神医療センターとともに、新たに発足した地方独立行政法人秋田県立病院機構による運営に移行した。
従来は診療科目に対応した研究組織であったが、2014年4月からはその枠を外し課題解決型の組織横断的研究部がいくつか立ち上がった。診療部門では、脳卒中を中心とした脳神経疾患と心筋梗塞・不整脈などの循環器疾患の救急患者、入院患者、外来患者を多く受け入れている。同年7月には脊髄・脊椎外科を開設。さらに翌年4月1日には循環器分野を拡充し心臓血管外科も開設した。
県の総人口は減少をたどっている一方で、高齢化率は日本一である。これに対応するため、予防医学にも力を入れ、県民への啓発活動、県内かかりつけ医との共同研究による危険因子をもつ患者の脳卒中発症予防、八峰町の健診で希望者に心電図検査を提供し予防効果を検討する共同研究や、日本脳卒中協会との共催活動などを進めている。
また、こうした施策に先立って、3次救急医療機関として全県から迅速に患者を受け入れるため、2012年3月、ドクターヘリ離着陸用のヘリポートを屋上に新設した。
阪神・淡路大震災へ医療チームを派遣したことに始まり、災害医療も行い、新潟県中越地震、岩手・宮城内陸地震、東日本大震災等にDMATを派遣した。
2019年3月1日、県病院機構が循環器部門を強化し、脳血管疾患との包括的医療体制を構築することを狙い、建設した新・西棟の運用開始に併せ、名称を県立脳血管研究センターから県立循環器・脳脊髄センターに変更した。

## 交通アクセス
- 秋田駅から徒歩約10分